# Mulheres no Poder
Mulheres no Poder é um filme brasileiro de 2016 do gênero comédia. Dirigido por Gustavo Acioli, é estrelado por Dira Paes interpretando uma senadora corrupta em uma sátira política. A produção foi distribuída no Brasil pela Downtown Filmes.

## Sinopse
Maria Pillar (Dira Paes) é uma senadora corrupta que tenta fraudar um processo de licitação junto com a ministra Ivone Feitosa (Stella Miranda), porém a situação sai do controle delas quando suas próprias assessoras resolvem montar seus próprios esquemas de falcatruas.

## Elenco
- Dira Paes como senadora Maria Pillar
- Stella Miranda como ministra Ivone Feitosa
- Milena Contrucci Jamel como Madalena
- Totia Meirelles como senadora Lúcia Helena
- Elisa Lucinda como Rosário
- Paulo Tiefenthaler como Stefan
- Chica Xavier como senadora entrevistada
- Maria Helena Pader senadora
- João Velho como Jorge
- Roberto Maya como Alberto
- Susana Ribeiro como Virgínia
- Rogéria como presidenta
- Arlete Salles presidenta (retrato)

## Produção
O roteiro do filme começou a ser escrito em 2009, porém as filmagens do filme só começaram em 2014.

## Lançamento
O filme estreou em um contexto de abertura do processo de impeachment da presidente da república Dilma Rousseff, primeira presidente mulher do país, em 12 de março de 2016, o que chama atenção pela coincidência de o filme retratar mulheres no cenário da política nacional, que é majoritariamente composto por homens.